# A Little Light Music
| Críticas profissionais | Críticas profissionais |
| Avaliações da crítica  | Avaliações da crítica  |
| Fonte                  | Avaliação              |
| ---------------------- | ---------------------- |
| Allmusic               | 2 de 5 estrelas.       |

A Little Light Music é um álbum ao vivo da banda de rock britânica Jethro Tull. Gravado durante a turnê européia de maio de 1992, foi lançado pela Chrysalis Records em 14 de setembro do mesmo ano. Uma versão remasterizada foi lançada em 2006.

## Faixas
1. "Someday the Sun Won't Shine for You" (Atenas, 13/14 de maio de 1992) – 3:59
2. "Living in the Past", instrumental (Londres, 2 de maio de 1992) – 5:07
3. "Life Is a Long Song" (Frankfurt, 12 de maio de 1992) – 3:37
4. "Under Wraps", instrumental (Zurique, 6/7 de maio de 1992) – 2:30
5. "Rocks on the Road" (Cesareia Marítima, 23 de maio de 1992) – 7:04
6. "Nursie" (Mannheim, 5 de maio de 1992) – 2:27
7. "Too Old to Rock 'n' Roll: Too Young to Die!" (Ankara, 16 de maio de 1992) – 4:43
8. "One White Duck" (Praga, 10 de maio de 1992) – 3:15
9. "A New Day Yesterday" (Graz, 9 de maio de 1992) – 7:33
10. "John Barleycorn" (Atenas, 13/14 de maio de 1992) – 6:34
11. "Look into the Sun", instrumental (Caesarea, 23 de maio de 1992) – 3:45
12. "Christmas Song" (Caesarea, 23 de maio de 1992) – 3:46
13. "From a Dead Beat to an Old Greaser" (Munique, 7 de maio de 1992) – 3:51
14. "This Is Not Love" (Caesarea, 23 de maio de 1992) – 3:53
15. "Bourée", instrumental (Berlim, 11 de maio de 1992) – 6:06
16. "Pussy Willow", instrumental (Dortmund, 4 de maio de 1992) – 3:31
17. "Locomotive Breath" (Jerusalém, 21 de maio de 1992) – 5:51